# Frederik Thorkelin (forsikringsdirektør)
 Der er flere personer med dette navn, se Frederik Thorkelin (officer).
Frederik Emil Thorkelin (24. september 1904 i Aalborg – 1. oktober 1997) var en dansk forsikringsdirektør og bogsamler.

## Karriere
Han var søn af skibsfører Emil Stephanus Thorkelin (1866-1927) og Johanne Thomsen (1868-1955). Thorkelin gik på Østre Borgerdydskole, men blev på grund af sygdom ikke student. Han fik en sproguddannelse på Translatørskolen og blev uddannet vekselerer i København 1920-22.
I 1923 var Det kjøbenhavnske Reassurance-Compagni gået konkurs i kølvandet på Landmandsbank-skandalen. Selskabet blev rekonstrueret, og Thorkelin blev ansat i selskabet, hvor han efter studieophold i England (1927) og Schweiz (1928) blev udnævnt til underdirektør 1937. I 1948 blev Thorkelin medlem af forsikringsselskabets direktion, hvilket han var til 1967. I hans tid blev selskabet et af Nordens største.
Han var desuden 1957–67 medlem af bestyrelsen for Dansk Atomforsikrings Pool, ligesom han i en årrække var bestyrelsesmedlem og 1970–72 direktør for A/S Cycle-kompagniet.

## Bogsamler
Frederik Thorkelin var ud af en islandsk slægt, som har fostret mange bogsamlere. Hans forfader Grímur Jónsson Thorkelin havde opbygget en stor samling, ligesom hans farfader, oberst Frederik Thorkelin, havde etableret en stor Grundtvigsamling.
Frederik Thorkelins interesse angik filosoffen Michel de Montaigne og fransk litteratur i 1500-tallet, og hans samling var uden sidestykke i Nordeuropa. I 1981 donerede han den til Det Kongelige Bibliotek sammen med de af Grímur Jónsson Thorkelins bøger, som stadig var i slægtens eje.
Thorkelin var 1942 medstifter af, og en tid formand for, Dansk bibliofilklub ligesom han i mange år var medlem af det franske Societé des Amis de Montaigne og leverede bidrag til dets tidsskrift.

## Ægteskab
Thorkelin blev gift 10. august 1936 på Frederiksberg Rådhus (borgerlig vielse) med mag.art. Anna Else Rammel (18. september 1901 på Frederiksberg - ?), datter af direktør Carl Christian Rammel (1873-1947) og Christine Lassen (1873–1935).